# 皮塔饼

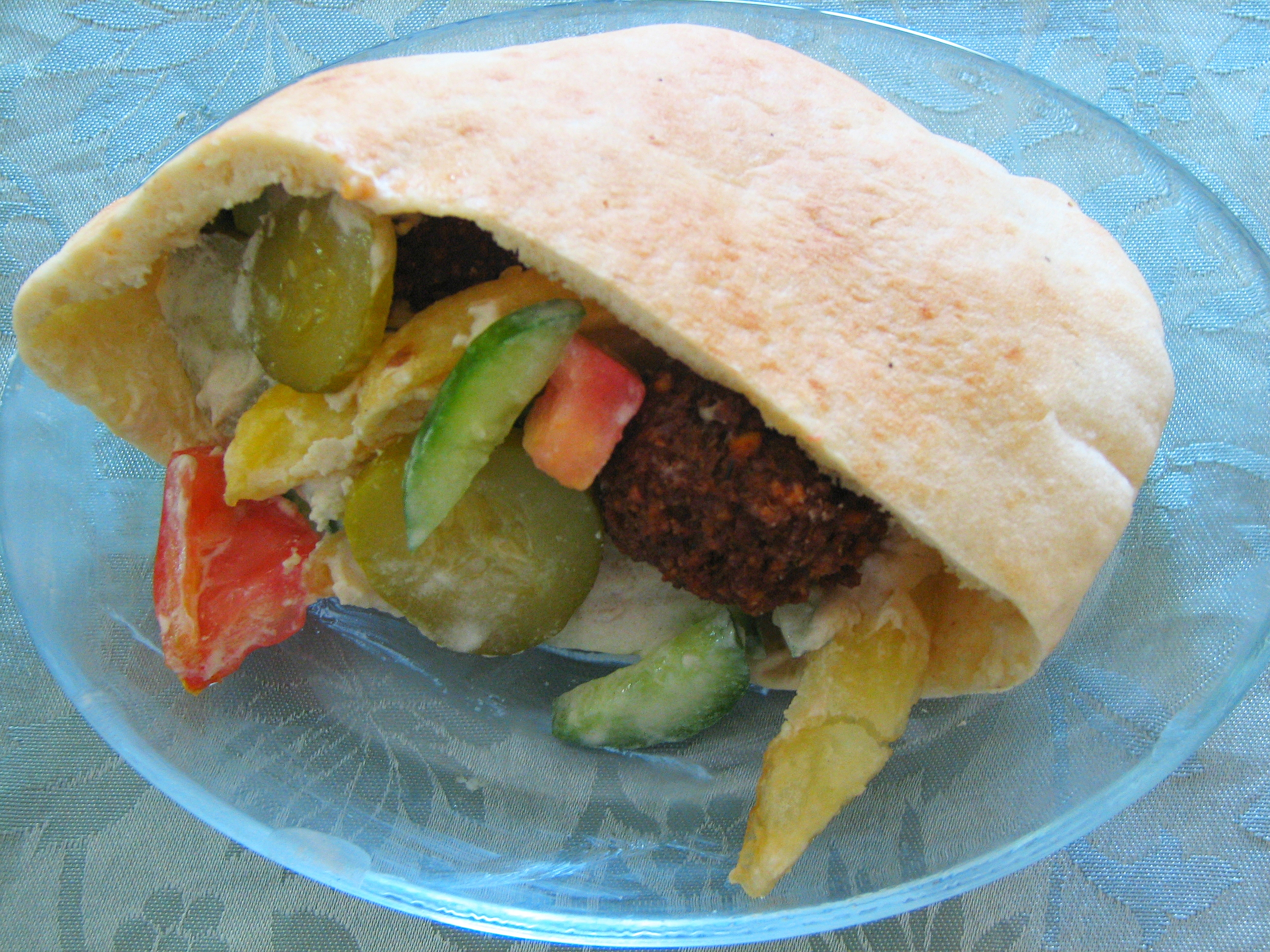

皮塔饼（英語：Pita），又稱阿拉伯薄麵包（阿拉伯語：الخبز العربي、Arabic thin bread）或口袋餅，是一种圆形口袋状面食，广泛流行于希腊、土耳其、巴尔干半岛、地中海东部地区和阿拉伯半岛。皮塔饼中的“口袋”是由蒸汽膨胀形成，面饼冷却后变得平坦，中间留下一个口袋。

## 連結
- 如何制作皮塔饼 - wikiHow （页面存档备份，存于）